# Fresnay-l'Évêque
Pour les articles homonymes, voir Fresnay et L'Évêque.
Fresnay-l'Évêque est une commune française située dans le département d'Eure-et-Loir, en région Centre-Val de Loire.

## Géographie

### Situation

Situation géographique
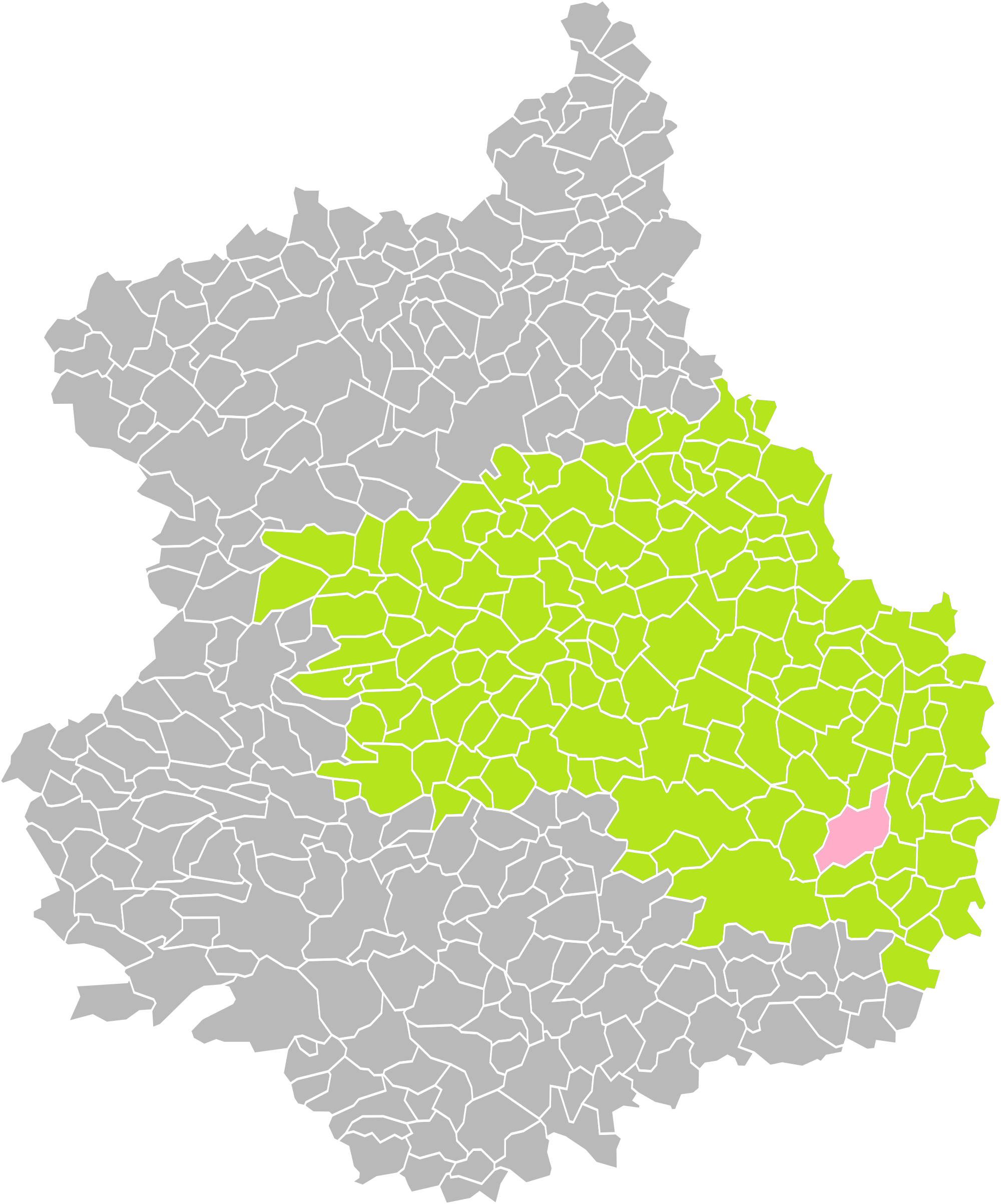
Fresnay-l'Évêque dans son arrondissement.
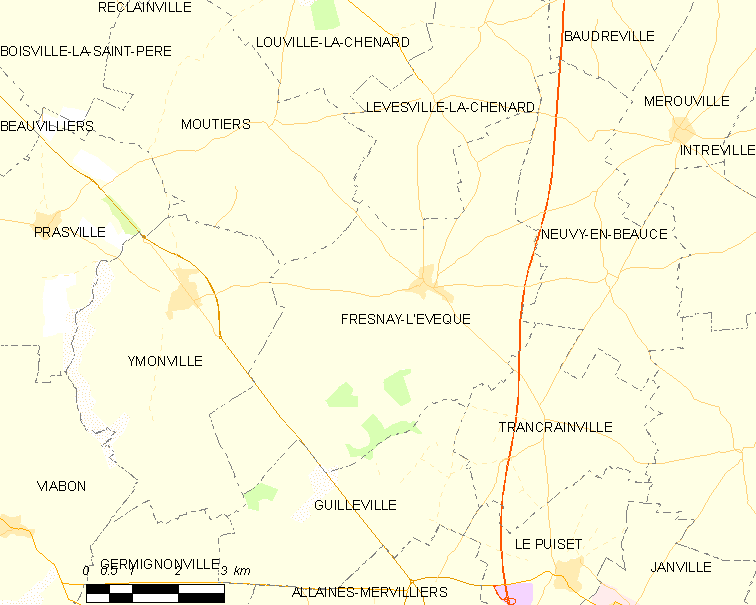
Carte de la commune de Fresnay-l'Évêque.

### Communes limitrophes
| Moutiers  | Levesville-la-Chenard | Neuvy-en-Beauce |
| Ymonville | Fresnay-l'Évêque      | Neuvy-en-Beauce |
| Ymonville | Guilleville           | Trancrainville  |

### Lieux-dits et écarts
- Beauvois, hameau situé au nord-est de la commune.
- Bonvillette, ferme isolée située au nord de la commune.
- Cerceaux, ferme isolée située au sud-ouest de la commune.
- Espiers, hameau situé au sud-ouest de la commune.
- Mérasville, hameau situé au sud-ouest de la commune.
- Pitheaux, hameau situé au sud-est de la commune.
- Saint-Germain-le-Désiré, lieu-dit situé au sud-ouest de la commune.
- Sonvilliers, ferme isolée située au nord-est de la commune.
- Villiers, lieu-dit situé à l'ouest de la commune.

### Voies de communication et transports

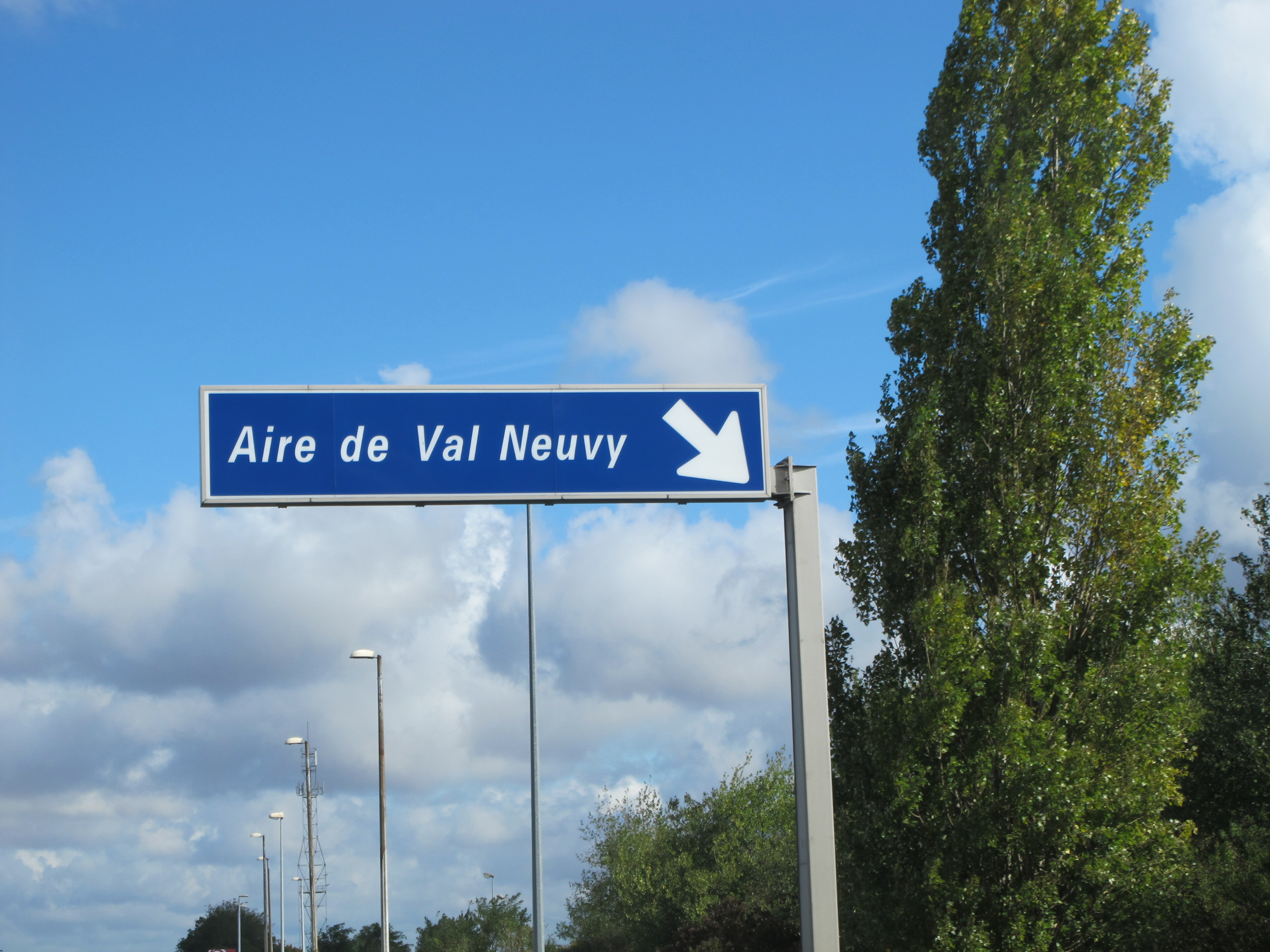
Autoroute A10, sens sud-nord, bretelle d'accès à l'aire de service.

#### Voies de communication
- Desserte ferroviaire : de 1896 à 1938, la commune est desservie par les trains de la ligne de Voves à Toury ;
- Réseau autoroutier : la commune est traversée dans sa partie est par l'autoroute A10, dite « L’Aquitaine », reliant Paris à Bordeaux via Orléans. Elle accueille les aires de service de Plaines de Beauce, anciennement Francheville (sens nord-sud), et Val-Neuvy (sens sud-nord) entre les sorties n° 11 et 12.

### Climat
Pour des articles plus généraux, voir Climat du Centre-Val de Loire et Climat d'Eure-et-Loir.
En 2010, le climat de la commune est de type climat océanique dégradé des plaines du Centre et du Nord, selon une étude du CNRS s'appuyant sur une série de données couvrant la période 1971-2000. En 2020, Météo-France publie une typologie des climats de la France métropolitaine dans laquelle la commune est exposée à un climat océanique altéré et est dans la région climatique  Sud-ouest du bassin Parisien, caractérisée par une faible pluviométrie, notamment au printemps (120 à 150 mm) et un hiver froid (3,5 °C). 
Pour la période 1971-2000, la température annuelle moyenne est de 10,7 °C, avec une amplitude thermique annuelle de 15,1 °C. Le cumul annuel moyen de précipitations est de 639 mm, avec 10,6 jours de précipitations en janvier et 7,4 jours en juillet. Pour la période 1991-2020, la température moyenne annuelle observée sur la station météorologique de Météo-France la plus proche, « Louville », sur la commune de Louville-la-Chenard à 7 km à vol d'oiseau, est de 11,5 °C et le cumul annuel moyen de précipitations est de 625,8 mm,. Pour l'avenir, les paramètres climatiques de la commune estimés pour 2050 selon différents scénarios d'émission de gaz à effet de serre sont consultables sur un site dédié publié par Météo-France en novembre 2022.

## Urbanisme

### Typologie
Au 1er janvier 2024, Fresnay-l'Évêque est catégorisée commune rurale à habitat dispersé, selon la nouvelle grille communale de densité à 7 niveaux définie par l'Insee en 2022.
Elle est située hors unité urbaine. Par ailleurs la commune fait partie de l'aire d'attraction de Paris, dont elle est une commune de la couronne,. 

### Occupation des sols
L'occupation des sols de la commune, telle qu'elle ressort de la base de données européenne d’occupation biophysique des sols Corine Land Cover (CLC), est marquée par l'importance des territoires agricoles (94,1 % en 2018), en diminution par rapport à 1990 (95,2 %). La répartition détaillée en 2018 est la suivante : 
terres arables (94 %), forêts (3,6 %), zones urbanisées (1,5 %), zones industrielles ou commerciales et réseaux de communication (0,8 %), zones agricoles hétérogènes (0,1 %). L'évolution de l’occupation des sols de la commune et de ses infrastructures peut être observée sur les différentes représentations cartographiques du territoire : la carte de Cassini (XVIIIe siècle), la carte d'état-major (1820-1866) et les cartes ou photos aériennes de l'IGN pour la période actuelle (1950 à aujourd'hui).

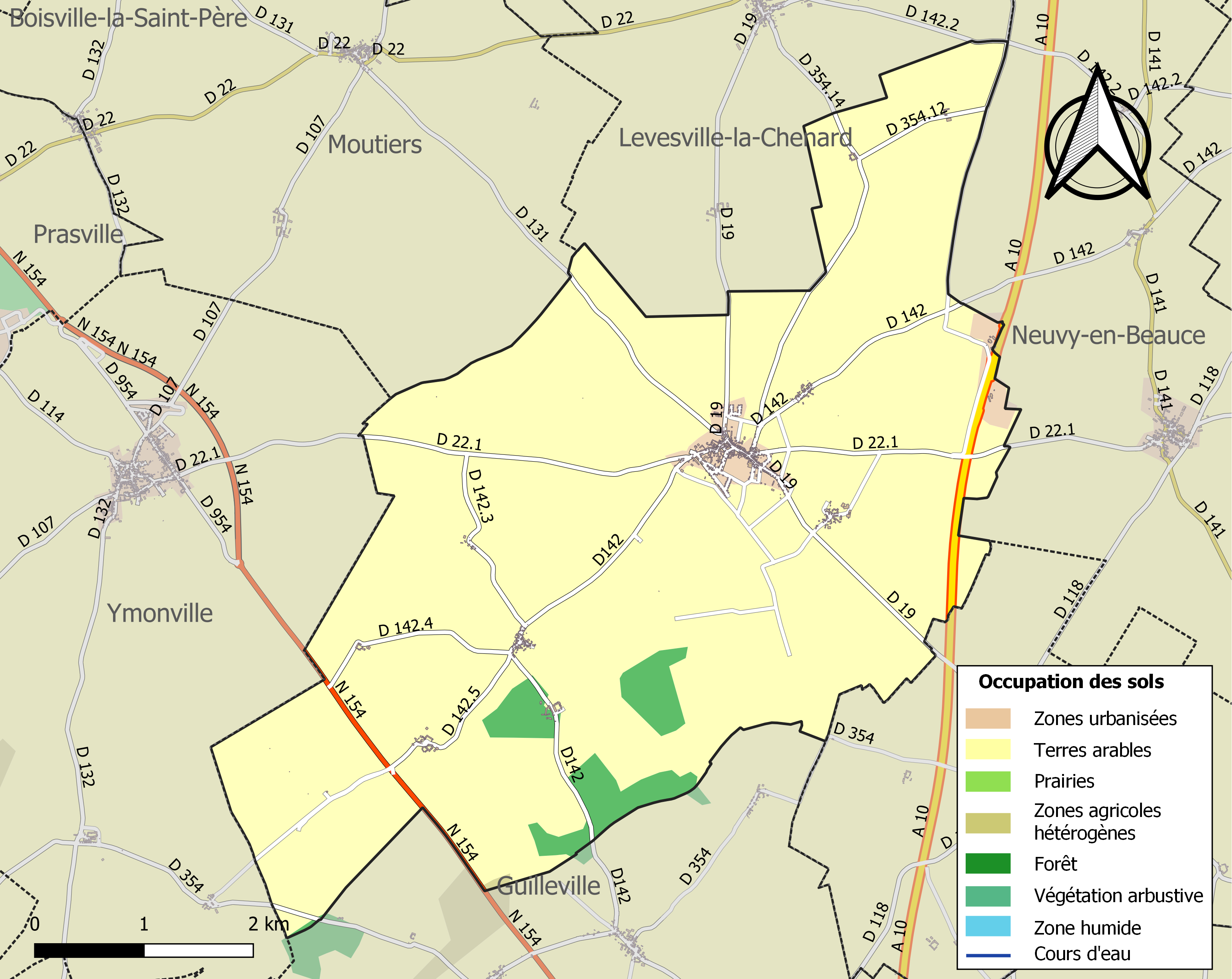
Carte des infrastructures et de l'occupation des sols de la commune en 2018 (CLC).

### Risques majeurs
Le territoire de la commune de Fresnay-l'Évêque est vulnérable à différents aléas naturels : météorologiques (tempête, orage, neige, grand froid, canicule ou sécheresse), inondations, mouvements de terrains et séisme (sismicité très faible). Il est également exposé à un risque technologique, le transport de matières dangereuses. Un site publié par le BRGM permet d'évaluer simplement et rapidement les risques d'un bien localisé soit par son adresse soit par le numéro de sa parcelle.

#### Risques naturels
Certaines parties du territoire communal sont susceptibles d’être affectées par le risque d’inondation par débordement de cours d'eau, notamment La commune a été reconnue en état de catastrophe naturelle au titre des dommages causés par les inondations et coulées de boue survenues en 1999,.

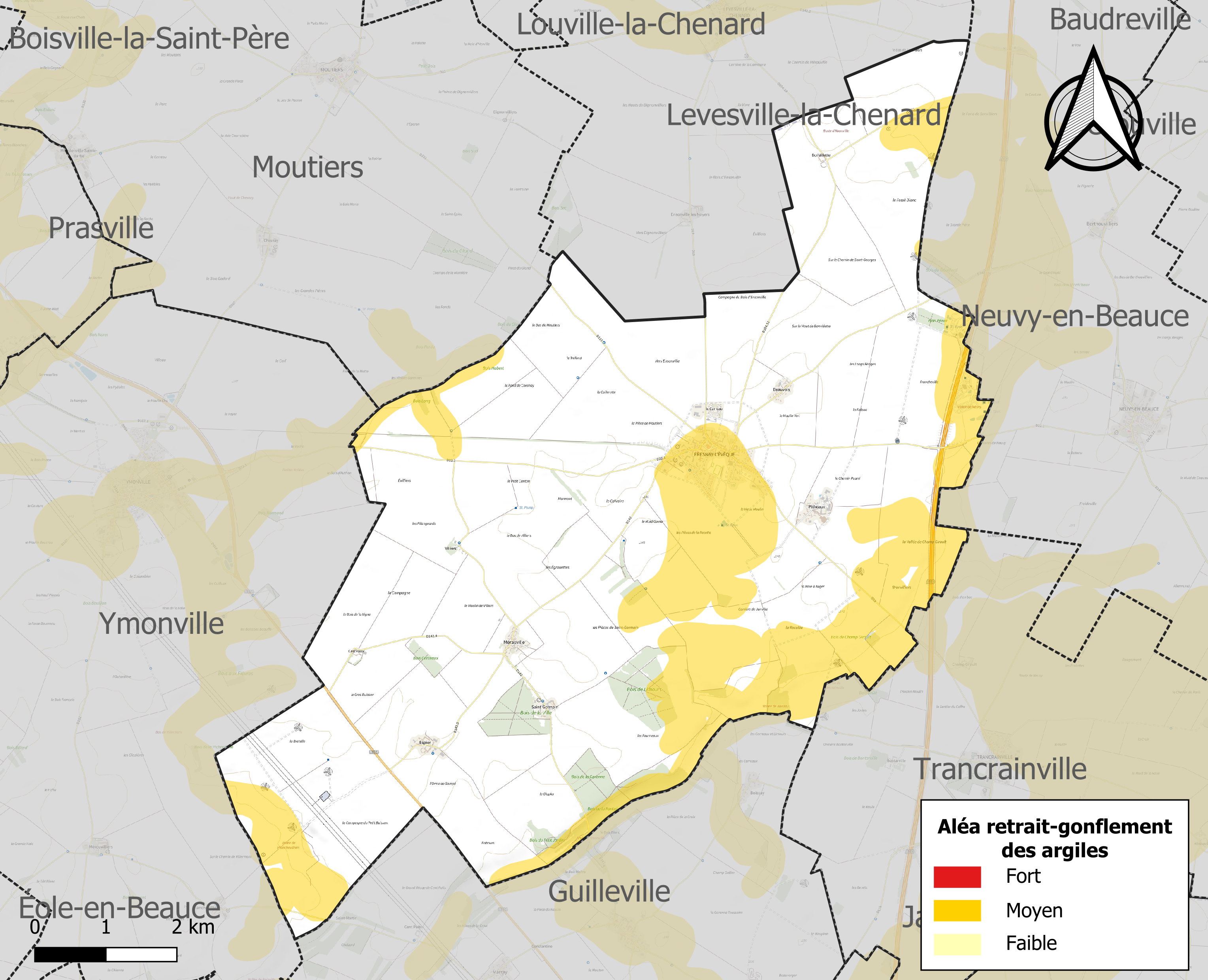
Carte des zones d'aléa retrait-gonflement des sols argileux de Fresnay-l'Évêque.

Les mouvements de terrains susceptibles de se produire sur la commune sont des affaissements et effondrements liés aux cavités souterraines. L'inventaire national des cavités souterraines permet de localiser celles situées sur la commune.
Le retrait-gonflement des sols argileux est susceptible d'engendrer des dommages importants aux bâtiments en cas d’alternance de périodes de sécheresse et de pluie. 22,8 % de la superficie communale est en aléa moyen ou fort (52,8 % au niveau départemental et 48,5 % au niveau national). Sur les 330 bâtiments dénombrés sur la commune en 2019, 198 sont en aléa moyen ou fort, soit 60 %, à comparer aux 70 % au niveau départemental et 54 % au niveau national. Une cartographie de l'exposition du territoire national au retrait gonflement des sols argileux est disponible sur le site du BRGM,.
Concernant les mouvements de terrains, la commune a été reconnue en état de catastrophe naturelle au titre des dommages causés par des mouvements de terrain en 1999.

#### Risques technologiques
Le risque de transport de matières dangereuses sur la commune est lié à sa traversée par des infrastructures routières ou ferroviaires importantes ou la présence d'une canalisation de transport d'hydrocarbures. Un accident se produisant sur de telles infrastructures est en effet susceptible d’avoir des effets graves au bâti ou aux personnes jusqu’à 350 m, selon la nature du matériau transporté. Des dispositions d’urbanisme peuvent être préconisées en conséquence.

## Toponymie
Le nom de la localité est attesté sous les formes Fraxnido au IXe siècle,, Fraxinetum vers 1250.
Fraxinetum vers 1250, issu du latin fraxinus, « frêne ».
Au cours de la Révolution française, la commune porta provisoirement le nom de Fresnay-le-Sec.

## Politique et administration

### Liste des maires
| Période                                  | Période  | Identité         | Étiquette | Qualité                                   |
| ---------------------------------------- | -------- | ---------------- | --------- | ----------------------------------------- |
| mars 2014                                | En cours | Francis Besnard, |           | Ingénieur ou cadre technique d'entreprise |
| Les données manquantes sont à compléter. |          |                  |           |                                           |

## Population et société

### Démographie
L'évolution du nombre d'habitants est connue à travers les recensements de la population effectués dans la commune depuis 1793. Pour les communes de moins de 10 000 habitants, une enquête de recensement portant sur toute la population est réalisée tous les cinq ans, les populations de référence des années intermédiaires étant quant à elles estimées par interpolation ou extrapolation. Pour la commune, le premier recensement exhaustif entrant dans le cadre du nouveau dispositif a été réalisé en 2008.

En 2022, la commune comptait 741 habitants, en évolution de −0,4 % par rapport à 2016 (Eure-et-Loir : −0,23 %, France hors Mayotte : +2,11 %).
| 1793 | 1800 | 1806 | 1821 | 1831 | 1836 | 1841 | 1846 | 1851 |
| ---- | ---- | ---- | ---- | ---- | ---- | ---- | ---- | ---- |
| 796  | 808  | 792  | 843  | 930  | 876  | 886  | 928  | 942  |

| 1856 | 1861 | 1866  | 1872 | 1876 | 1881 | 1886 | 1891 | 1896 |
| ---- | ---- | ----- | ---- | ---- | ---- | ---- | ---- | ---- |
| 980  | 963  | 1 011 | 964  | 880  | 856  | 826  | 871  | 800  |

| 1901 | 1906 | 1911 | 1921 | 1926 | 1931 | 1936 | 1946 | 1954 |
| ---- | ---- | ---- | ---- | ---- | ---- | ---- | ---- | ---- |
| 819  | 833  | 815  | 667  | 684  | 728  | 716  | 710  | 662  |

| 1962 | 1968 | 1975 | 1982 | 1990 | 1999 | 2006 | 2008 | 2013 |
| ---- | ---- | ---- | ---- | ---- | ---- | ---- | ---- | ---- |
| 658  | 624  | 516  | 510  | 555  | 560  | 635  | 657  | 743  |

| 2018 | 2022 | - | - | - | - | - | - | - |
| ---- | ---- | - | - | - | - | - | - | - |
| 737  | 741  | - | - | - | - | - | - | - |

## Économie

### Parc éolien d'Espier
En 2018, cinq turbines Nordex N117/3600 d'une puissance de 3,6 MW chacune, sont en construction sur la commune par EDF Énergies Nouvelles, développant une puissance totale de 17,2 MW.

## Culture locale et patrimoine

### Lieux et monuments
- Ferme de la Recette, ancien évêché,  Inscrit MH (1928)[27] ;
- Église Saint-Jean-Baptiste, XIIe et XVIe siècles ;
- Château et chapelle de Saint-Germain-le-Désiré, XVe et XVIIIe siècles ;
- Mairie ;
- Ancienne gare de la ligne de Voves à Toury.

- Lieux et monuments

"Lieux
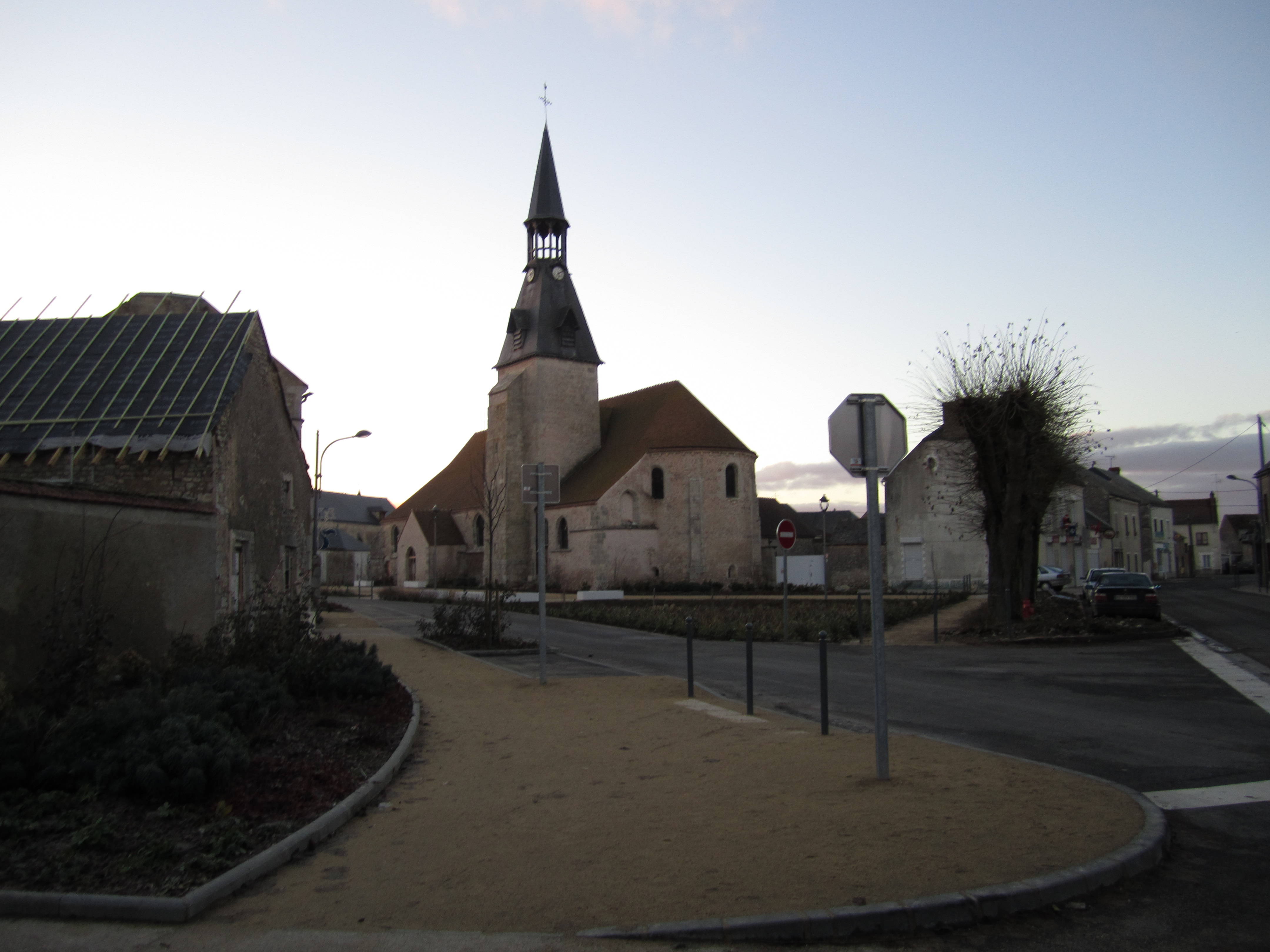
Place de l'église.
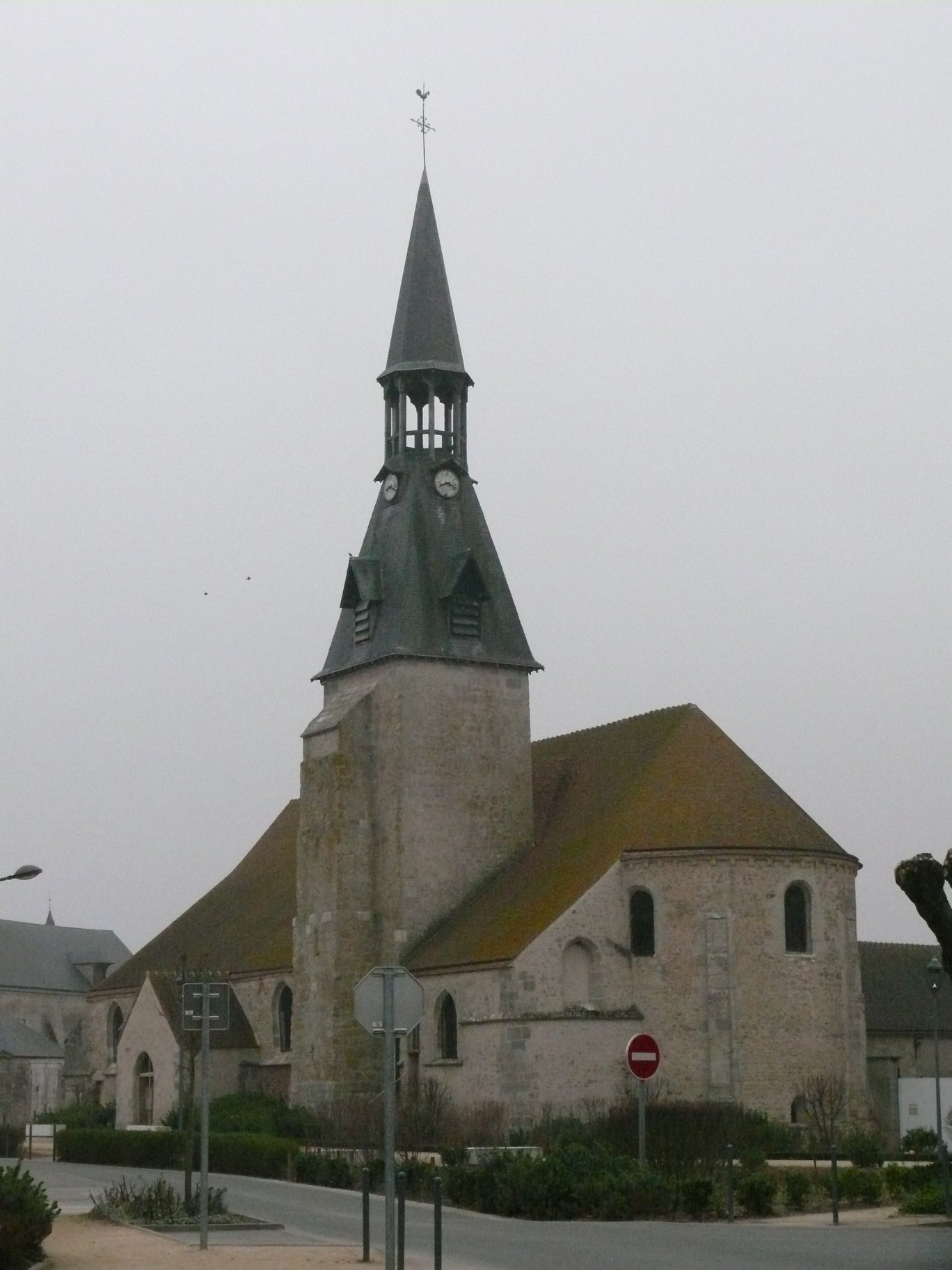
Église Saint-Jean-Baptiste.
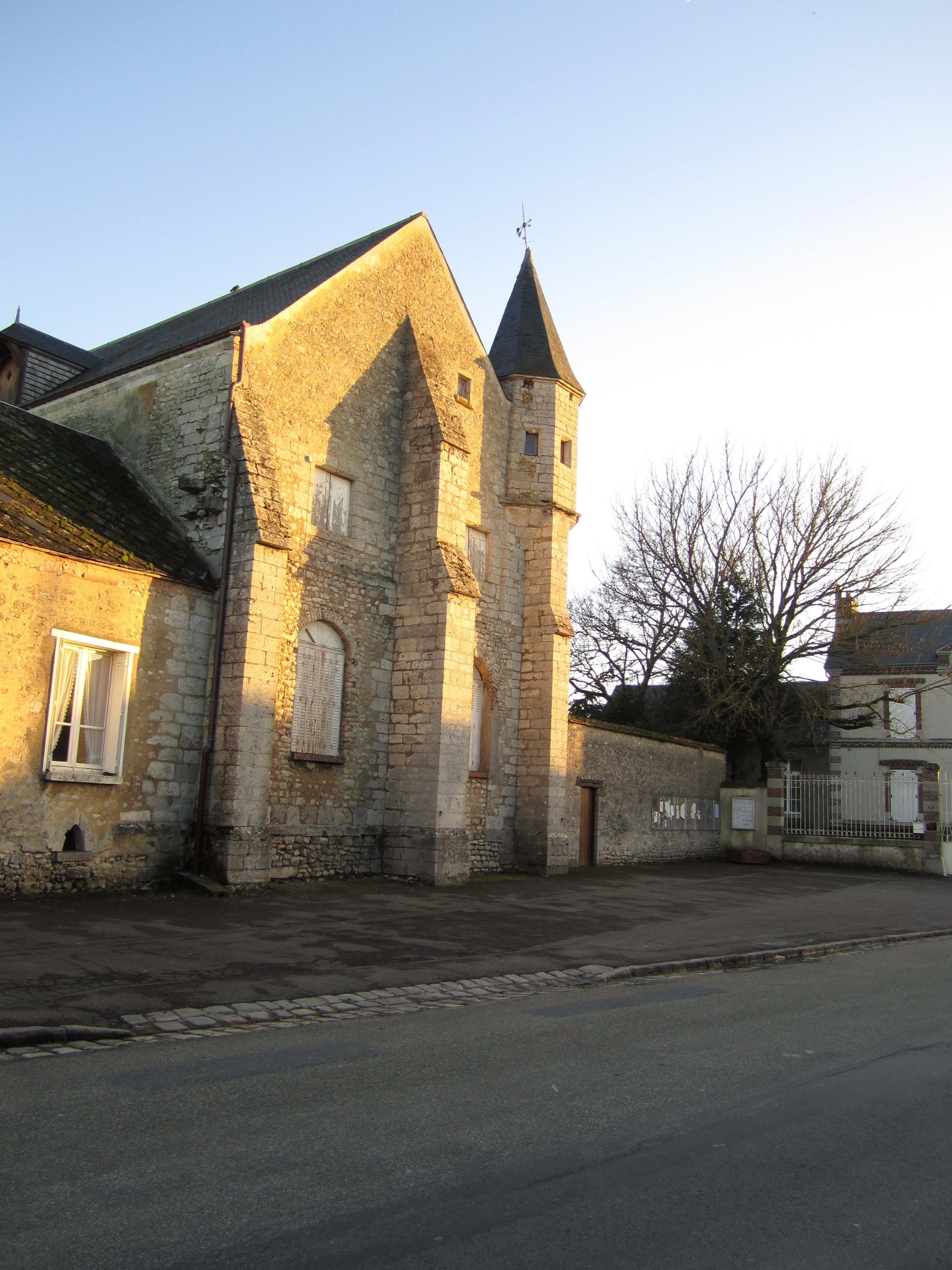
Ferme de la recette.
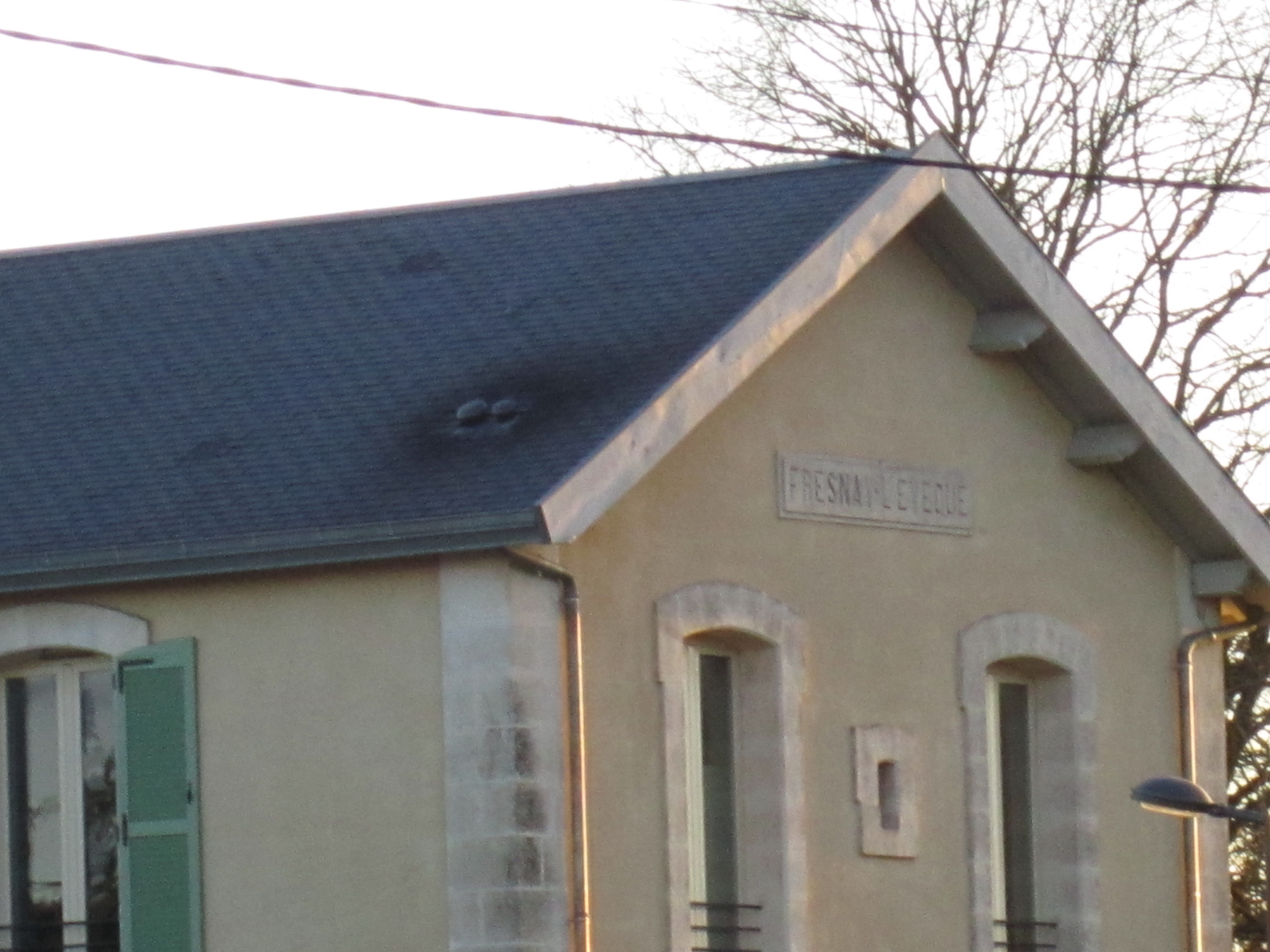
Ancienne gare.
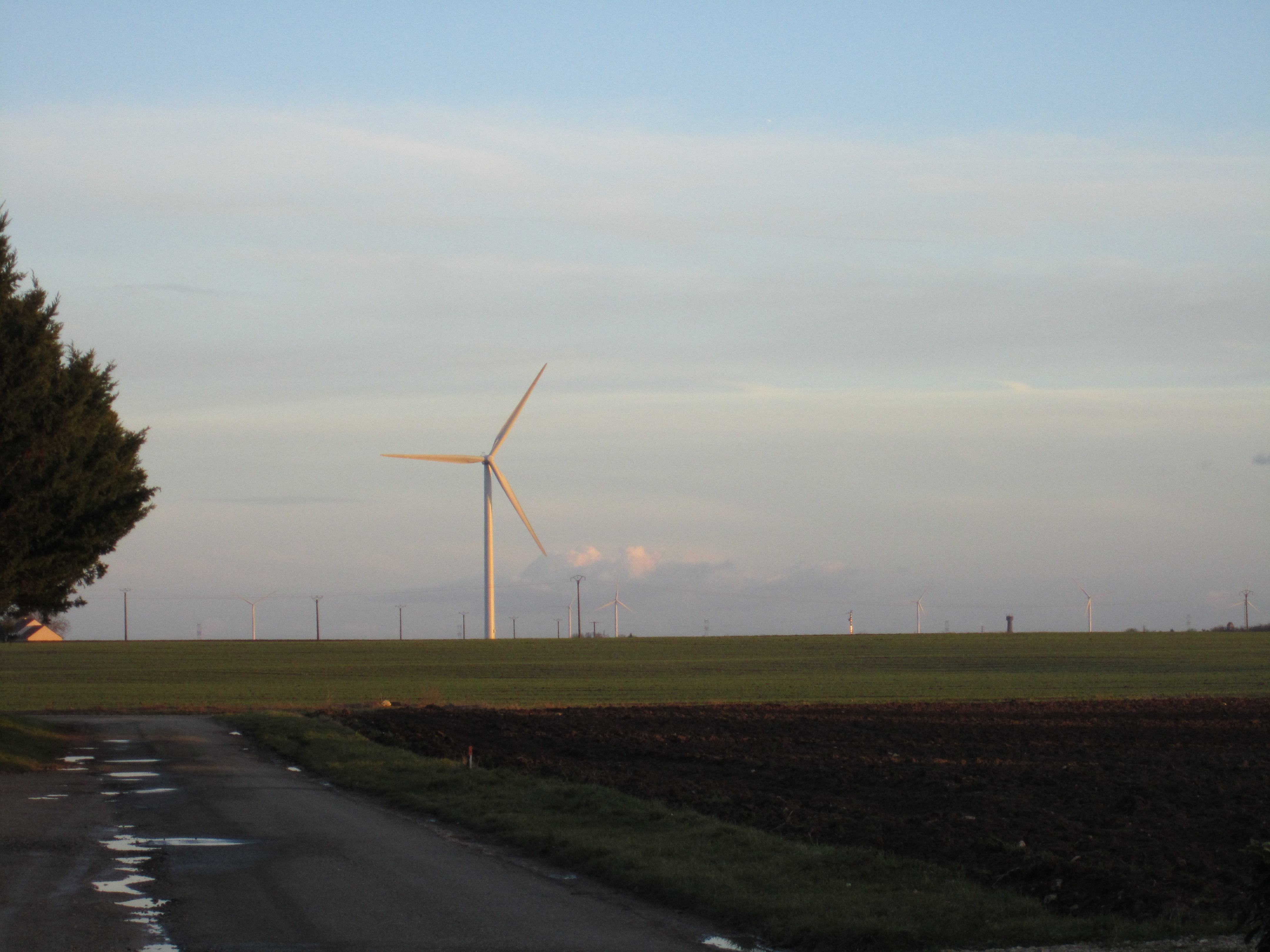
Vue à la sortie du village.
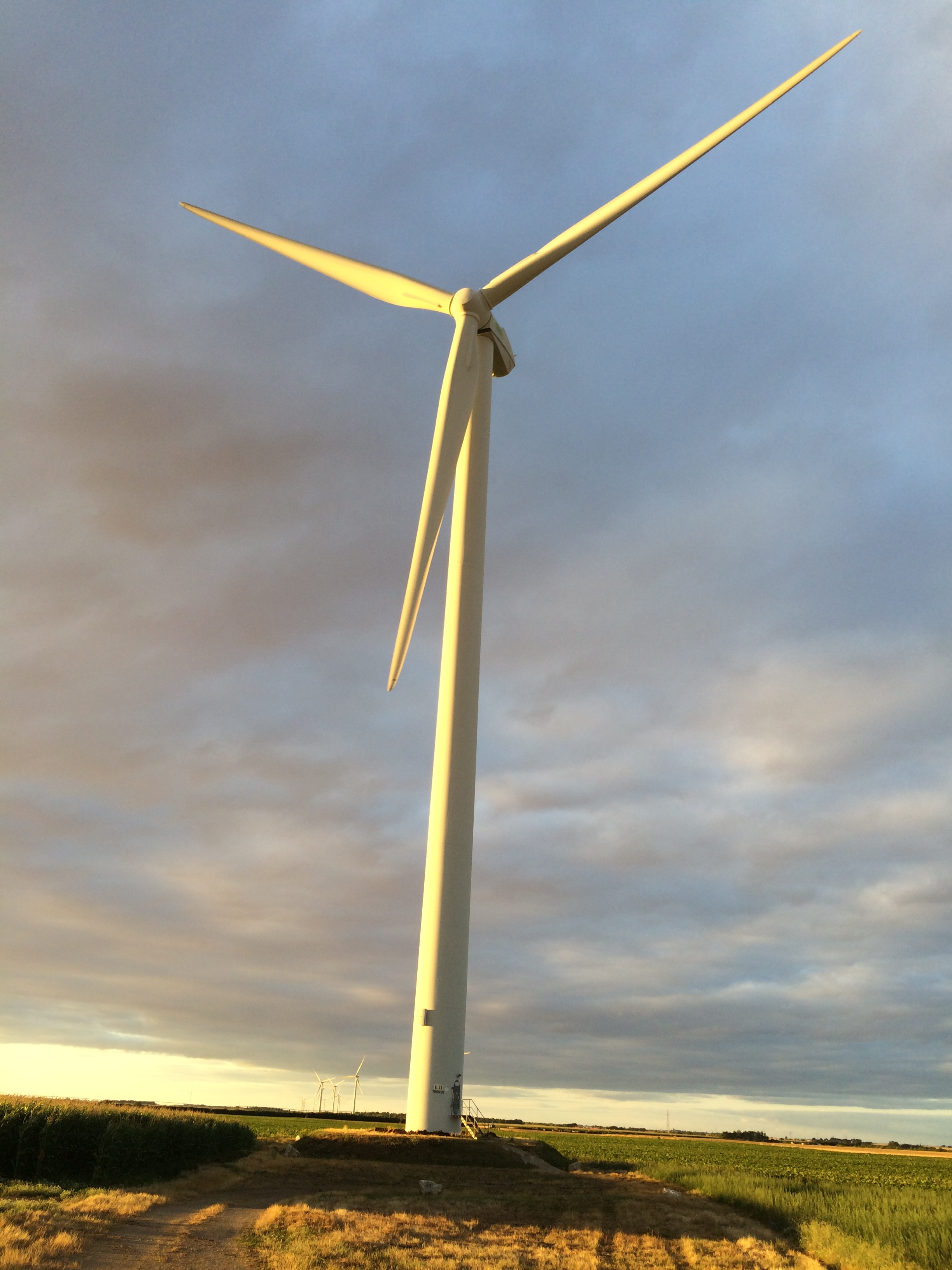
Éolienne.
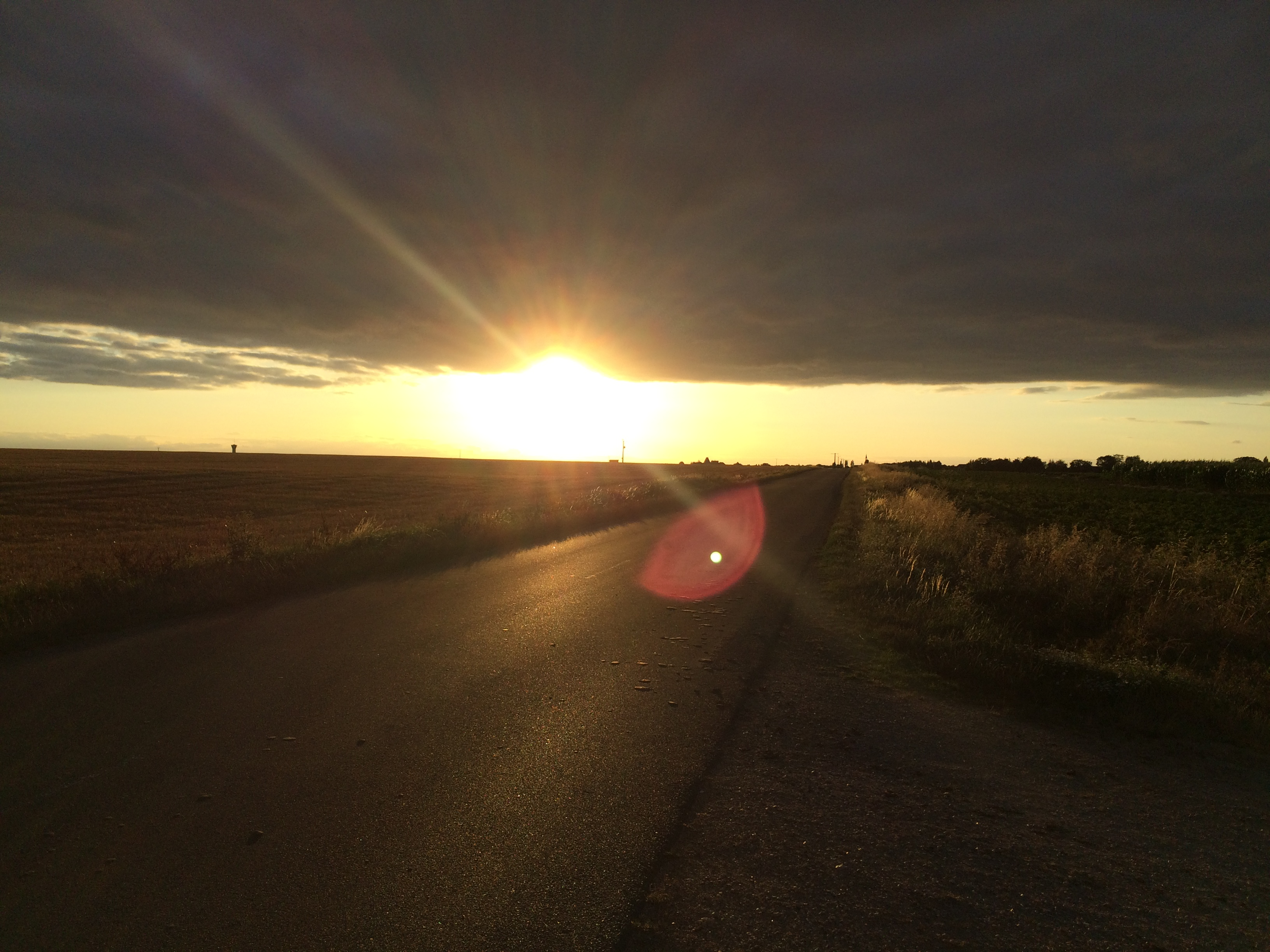
Coucher de soleil.

### Personnalités liées à la commune

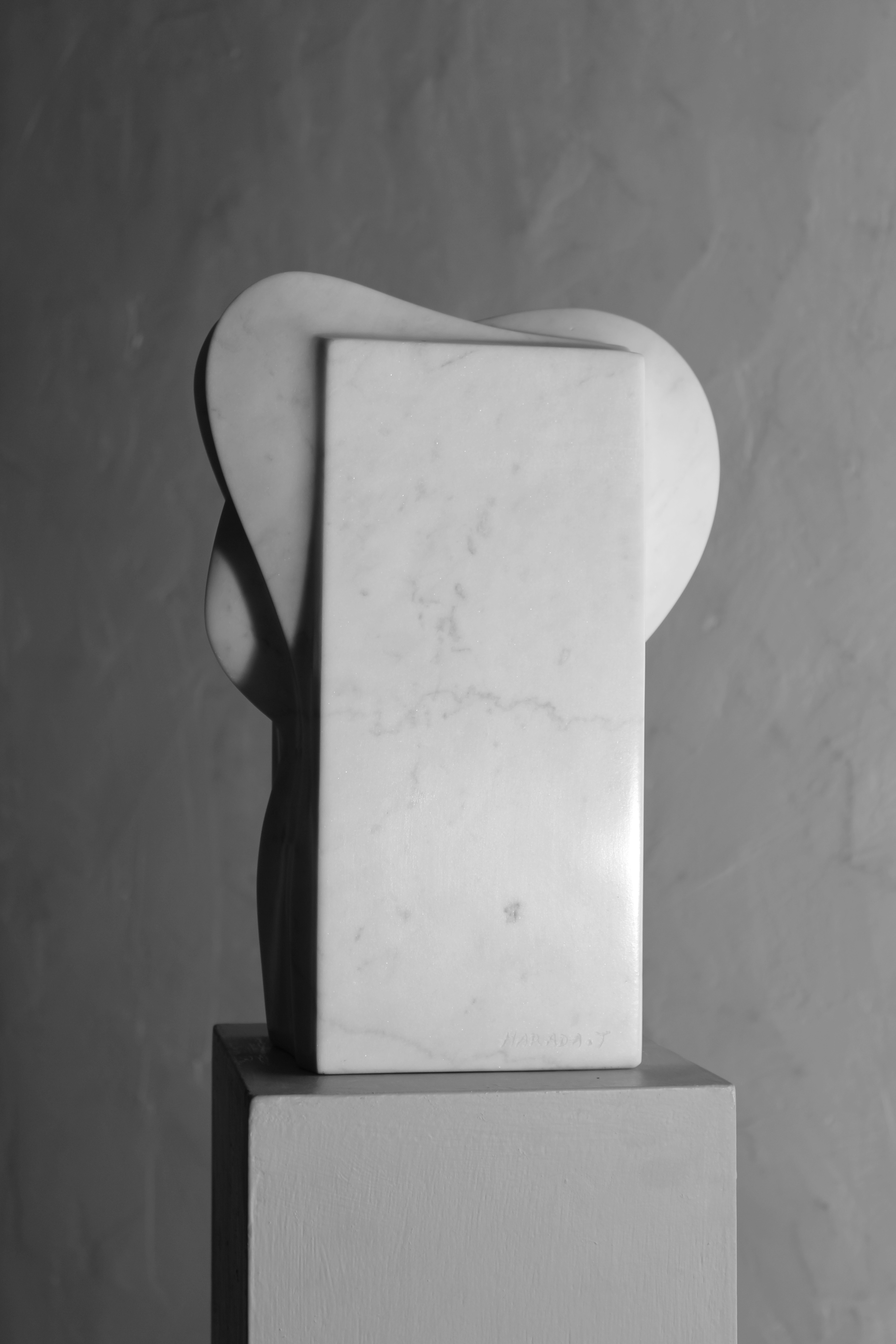
Amitié, sculpture taillée à Fresnay-l'Évêque par Tetsuo Harada, marbre blanc de Carrare.

- Jean Feugereux, peintre et graveur, né à Fresnay-l'Évêque (ferme de Saint-Germain) en 1923, mort à Chartres en 1992.
- Tetsuo Harada (1949-2024), sculpteur japonais ayant un atelier dans la commune.